# حكومة هشام المشيشي
حكومة هشام المشيشي هي حكومة تونسية يترأسها هشام المشيشي، وأدت اليمين الدستورية يوم 2 سبتمبر 2020 إثر كسبها لثقة البرلمان في نفس اليوم.
في 25 يوليو 2021، أصدر رئيس الجمهورية قيس سعيد أمرا رئاسيا يقضي بإقالة هشام المشيشي وعدد من أعضاء حكومته.

## التكوين
في 25 يوليو 2020، اختار الرئيس قيس سعيد هشام المشيشي لمنصب رئيس الحكومة.
فقرر تشكيل حكومة تكنوقراط مستقلة عن الأحزاب في خطوة تهدف إلى النأي عن الصراعات السياسية وإنعاش الاقتصاد المتعثر.
وضمت تشكيلة الحكومة الجديدة 28 عضوا، ما بين وزير ووزير دولة. وسبق للمشيشي أن عرض قائمة الوزراء على الهيئة الوطنية لمكافحة الفساد للتثبت من خلو سجلاتهم من أية شبهات فساد أو تضارب مصالح، أو قضايا تهرب ضريبي. وحدد يوم غرة سبتمبر كموعد جلسة منح الثقة للحكومة المقترحة.
| الكتلة       | الكتلة                   | مع  | ضد | لم يصوت |
| ------------ | ------------------------ | --- | -- | ------- |
|              | كتلة النهضة              | 49  | 0  | 5       |
|              | الكتلة الديمقراطية       | 0   | 30 | 8       |
|              | كتلة قلب تونس            | 26  | 0  | 0       |
|              | كتلة ائتلاف الكرامة      | 6   | 13 | 0       |
|              | كتلة الحزب الدستوري الحر | 0   | 16 | 0       |
|              | كتلة الإصلاح             | 15  | 0  | 1       |
|              | كتلة تحيا تونس           | 9   | 0  | 1       |
|              | الكتلة الوطنية           | 11  | 0  | 0       |
|              | كتلة المستقبل            | 7   | 2  | 0       |
|              | غير المنتمين             | 11  | 5  | 2       |
| المجموع /217 | المجموع /217             | 134 | 66 | 17      |

أعلن رئيس الحكومة المكلف هشام المشيشي يوم الإثنين 24 أغسطس 2020، عن تشكيلة الحكومة الجديدة. وتتكون من 25 وزيرا و3 كتاب دولة.

## الوزراء
| الصورة | الحقيبة الوزارية                                | الاسم            |
| ------ | ----------------------------------------------- | ---------------- |
|        | رئيس الحكومة التونسية                           | هشام المشيشي     |
|        | وزير الداخلية                                   | توفيق شرف الدين  |
|        | وزير الدفاع الوطني                              | إبراهيم البرتاجي |
|        | وزير العدل                                      | محمد بوستة       |
|        | وزير الشؤون الخارجية والهجرة والتونسيين بالخارج | عثمان الجرندي    |
|        | وزير تكنولوجيا المعلومات                        | محمد الفاضل كريم |
|        | وزير النقل واللوجستيك                           | معز شقشوق        |
|        | وزير الاقتصاد والمالية ودعم الاستثمار           | علي الكعلي       |
|        | وزير التجهيز والإسكان والبنية التحتية           | كمال الدوخ       |
|        | وزيرة أملاك الدولة والشؤون العقارية             | ليلى جفال        |
|        | وزيرة الفلاحة والموارد المائية والصيد البحري    | عاقصة بحري       |
|        | وزير الصحة                                      | فوزي المهدي      |
|        | وزير الشؤون الدينية                             | أحمد عظوم        |
|        | وزيرة الصناعة والطاقة والمناجم                  | سلوى الصغير      |
|        | وزير الشؤون المحلية والبيئة                     | مصطفى العروي     |
|        | وزيرة المرأة والأسرة وكبار السن                 | إيمان هويمل      |
|        | وزير الشؤون الاجتماعية                          | محمد الطرابلسي   |
|        | وزير الشباب والرياضة والادماج المهني            | كمال دقيش        |
|        | وزير التجارة وتنمية الصادرات                    | محمد بوسعيد      |
|        | وزبر الشؤون الثقافية                            | وليد الزيدي      |
|        | وزير السياحة                                    | الحبيب عمار      |
|        | وزير التربية                                    | فتحي السلاوتي    |
|        | وزيرة التعليم العالي والبحث العلمي              | ألفة بن عودة     |

| الصورة | الحقيبة الوزارية                                            | الاسم           |
| ------ | ----------------------------------------------------------- | --------------- |
|        | وزير لدى رئيس الحكومة مكلف بالعلاقات مع مجلس نواب الشعب     | علي الحفصي جدي  |
|        | وزيرة لدى رئيس الحكومة مكلفة بالعلاقات مع الهيئات الدستورية | ثريا الجريبي    |
|        | وزيرة لدى رئيس الحكومة مكلفة بالوظيفة العمومية              | حسناء بن سليمان |

## كتاب الدولة
| الصورة | المنصب                                                                                | الاسم           |
| ------ | ------------------------------------------------------------------------------------- | --------------- |
|        | كاتب دولة لدى وزير الاقتصاد والمالية ودعم الاستثمار مكلف بالمالية العمومية والاستثمار | خليل شطورو      |
|        | كاتب دولة لدى وزير الشؤون الخارجية والهجرة والتونسيين بالخارج                         | محمد علي النفطي |
|        | كاتب دولة لدى وزير الشباب والرياضة والإدماج المهني                                    | سهام العيادي    |

## المستشارين
- إلياس الغرياني مستشار لدى رئيس الحكومة مكلف بالشؤون الدبلوماسية.[5]
- سليم التيساوي مستشار لدى رئيس الحكومة مكلف بالملفات الاجتماعية.
- أسامة الخريجي مستشار لدى رئيس الحكومة.
- عبد السلام العباسي مستشار لدى رئيس الحكومة.
- إلياس المنكبي وزيرا مستشارا لدى رئيس الحكومة مكلفا بالأمن والدفاع.[6]

## الإقالات
شهدت الحكومة ثلاثة إقالات إلى حدود 4 يناير 2021، تاريخ إقالة وزير الداخلية توفيق شرف الدين دون الإشارة إلى الأسباب. وسبقها إقالة وزير الشؤون الثقافية وليد الزيدي يوم الاثنين 5 أكتوبر 2020 بعد تمرده على قرارات رئاسة الحكومة، القاضية بإيقاف الأنشطة الثقافية والفنية لاحتواء فيروس كورونا، ثم إقالة وزير الشؤون المحلية والبيئة مصطفى العروي في 20 ديسمبر 2020، بسبب بما يعرف بقضية النفايات الإيطالية. تعددت أسباب إقالة وزير الداخلية فمنها قربه من رئيس الجمهورية قيس سعيد مثل الوزير السابق وليد الزيدي. وحسب النائب طارق الكحلاوي تعود أسباب الإقالة لاعتقال رجل أعمال نافذ في مدينة سوسة. وحسب إذاعة شمس أف أم، تعود الإقالة لإعداد الوزير لمجموعة من الإقالات تشمل 27 من المسؤولين السامين في الأمن الوطني و12 مسؤولا من الحرس الوطني دون الرجوع بالنظر إلى رئيس الحكومة.

## حل الحكومة
في فبراير 2021، رفض الرئيس قيس سعيد التحوير الوزاري الذي سبق وإن مرره البرلمان بداعي «وجود وزراء فاسدين»، حيث منع الرئيس الوزراء الجدد من أداء اليمين الدستوري، الأمر الذي عرقل توليهم مناصبهم. كما أن الإقالات التي عصفت بالوزراء «المقربين من الرئيس قيس سعيد» أدت لصراع بين المشيشي والرئيس سعيد اللذان يتنازعان حول الصلاحيات.
جميع هذه الأسباب بالإضافة إلى الاحتجاجات ضد الحكومة، أدت لإعلان الرئيس قيس سعيد يوم 25 يوليو 2021 بشكل مفاجئ في خطاب ظهر فيه محاطا بقيادات أمنية، قرارات رئاسية تقضي بإقالة هشام المشيشي وحكومته وتجميد اختصاصات مجلس نواب الشعب ورفع الحصانة عن أعضاءه لأول مرة في تاريخ البلاد.